# CTgoodjobs
CTgoodjobs（前稱「Career Times」）是香港經濟日報集團（股份代號：00423）旗下的一個綜合職業平台，主要為求職者及人力資源專業人士提供求職資訊與職場相關資源。平台設有職位空缺搜尋工具，提供行業趨勢分析、職場故事、求職技巧及實用範例，協助用戶尋找合適工作機會。平台持有香港職業介紹所牌照，牌照號碼為64617。